# (25276) Dimai
(25276) Dimai ist ein Asteroid des Hauptgürtels, der am 15. November 1998 vom italienischen Amateurastronomen Vittorio Goretti an seiner privaten Sternwarte Pianoro (IAU-Code 610) in Pianoro bei Bologna entdeckt wurde.
Der Asteroid gehört zur Eos-Familie, einer Gruppe von Asteroiden, welche typischerweise große Halbachsen von 2,95 bis 3,1 AE aufweisen, nach innen begrenzt von der Kirkwoodlücke der 7:3-Resonanz mit Jupiter, sowie Bahnneigungen zwischen 8° und 12°. Die Gruppe ist nach dem Asteroiden (221) Eos benannt. Es wird vermutet, dass die Familie vor mehr als einer Milliarde Jahren durch eine Kollision entstanden ist.
(25276) Dimai wurde am 27. April 2002 nach dem italienischen Amateurastronomen Alessandro Dimai (1962–2019) benannt, der sich mehr als zwanzig Jahre lang am Helmut-Ullrich-Observatorium (IAU-Code 154) in Cortina d’Ampezzo der Entdeckung von Supernovae widmete.